# Polia (fjärilar)
Polia är ett släkte av fjärilar som beskrevs av Ferdinand Ochsenheimer 1816. Polia ingår i familjen nattflyn, Noctuidae.

## Dottertaxa tillPolia, i alfabetisk ordning[2][3]
- Polia accessa Herrich-Schäffer, 1856
- Polia adjuncta Staudinger, 1888
- Polia bombycina Hufnagel, 1766, Brungrått lundfly
  - Polia bombycina chidisana Bryk, 1948
  - Polia bombycina koreaegena Bryk, 1948
  - Polia bombycina psammochroa Varga, 1974
- Polia conspicua Bang-Haas, 1912, Berglundfly
- Polia discalis Grote, 1877
- Polia enodata Bang-Haas, 1912
  - Polia enodata expallidata Varga, 1974
- Polia ganeo Draudt, 1924
  - Polia ganeo virescens Köhler, 1968
- Polia goliath Oberthür, 1880
- Polia hemichrysea Köhler, 1968
- Polia hepatica Clerck, 1759, Gröngrått lundfly
- Polia imbrifera Guenée, 1852
- Polia lamuta Herz, 1903, Sibiriskt lundfly
- Polia malchani Draudt, 1934
- Polia mortua Staudinger, 1888
  - Polia mortua minorita Bryk, 1948
- Polia nebulosa Hufnagel, 1767, Dimlundfly
- Polia nimbosa Guenée, 1852
  - Polia nimbosa mystica Smith, 1898
  - Polia nimbosa mysticoides Barnes & Benjamin, 1924
- Polia nugatis Smith, 1898
- Polia pedregalensis Beutelspacher, 1984
- Polia piniae Buckett & Bauer, 1966
- Polia propodea McCabe, 1980
- Polia purpurissata Grote, 1864
- Polia richardsoni Curtis, 1834, Större hedfly
- Polia rogenhoferi Möschler, 1870
- Polia sabmeana Mikkola, 1980
- Polia scawerdae Sheljuzhko, 1933
- Polia scotochlora Kollar, 1848
- Polia serratilinea Ochsenheimer, 1816
  - Polia serratilinea eremorealis Varga, 1974
  - Polia serratilinea heinrichi Schawerda, 1925
  - Polia serratilinea spalax Alphéraky, 1887
- Polia similissima Plante, 1982
- Polia surgens Dyar, 1910
- Polia tiefi Püngeler, 1914
- Polia trimaculosa Esper, 1788 De flesta auktoriteter anger det som synonymt med Polia hepatica
- Polia tucumana Köhler, 1979
- Polia vasjurini Sukhareva, 1976
- Polia vespertilio Draudt, 1934
- Polia vesperugo Eversmann, 1856 En del auktoriteter anger det som synonymt med Polia conspicua

## Bildgalleri

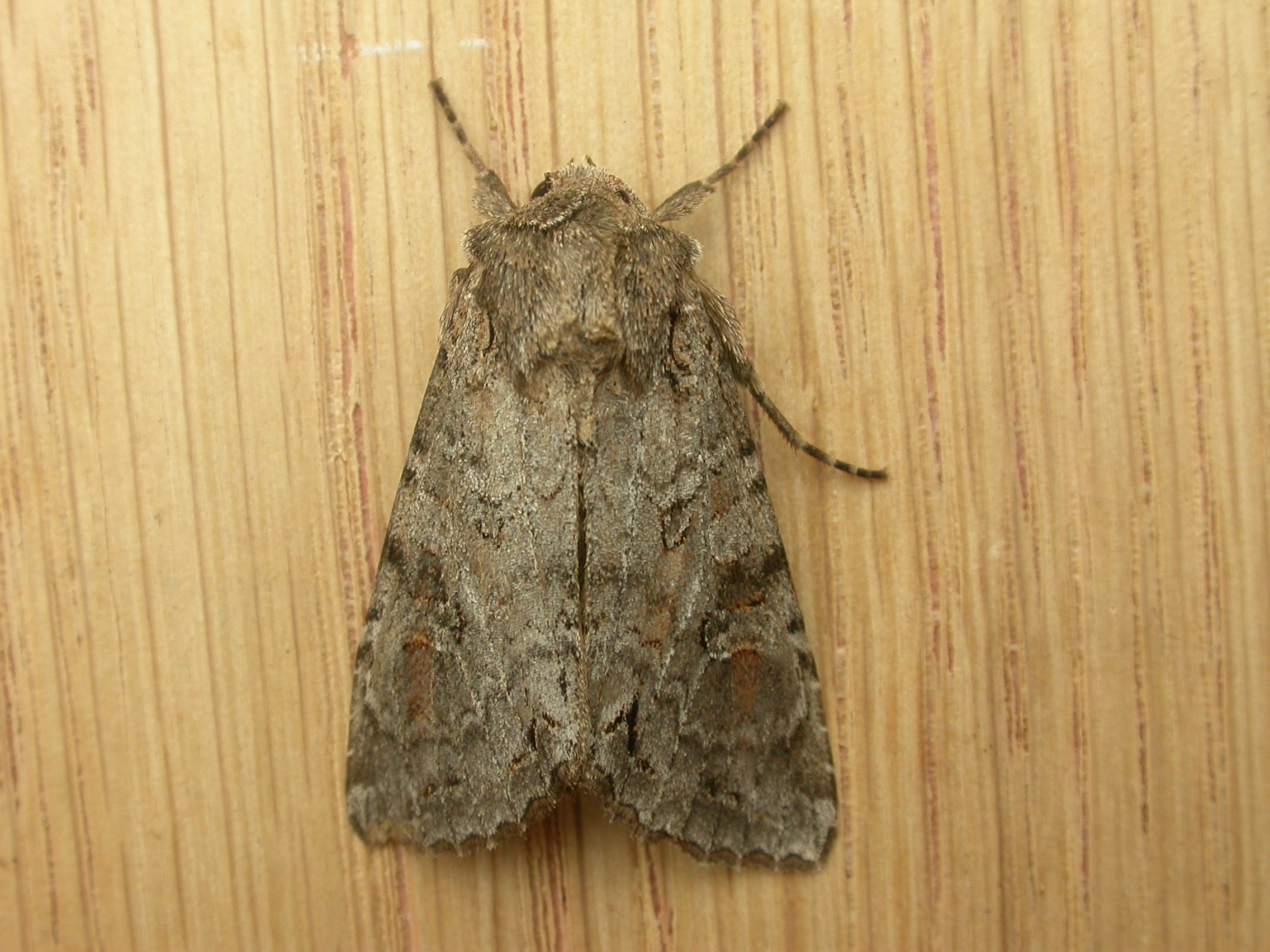
Brungrått lundfly, Polia bombycina
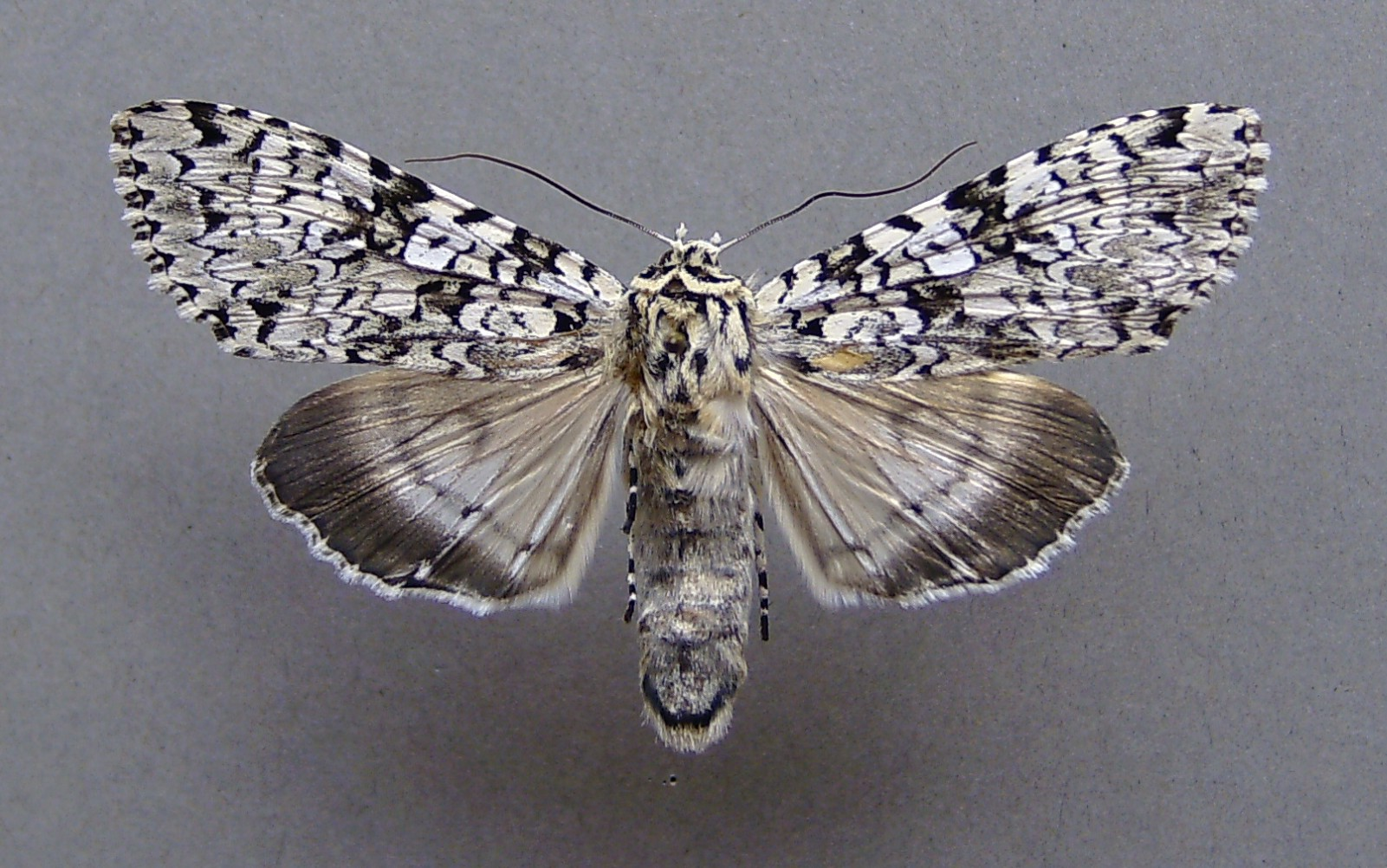
Polia goliath
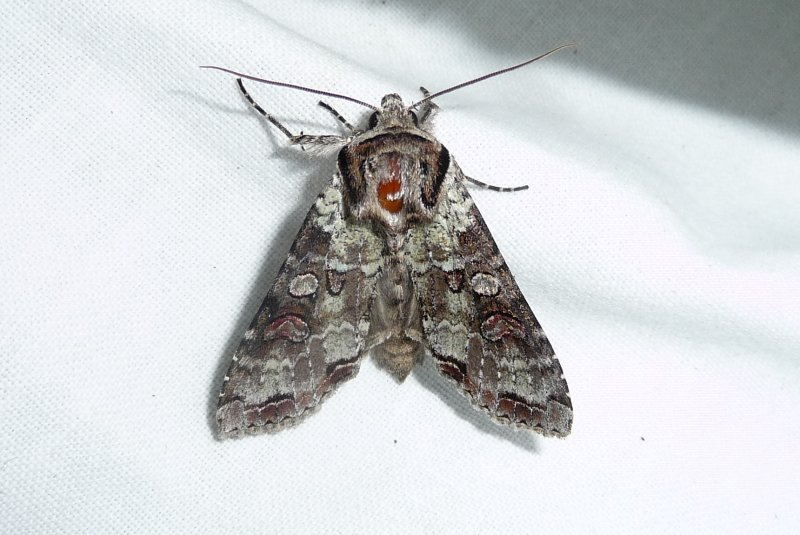
Gröngrått lundfly, Polia hepatica
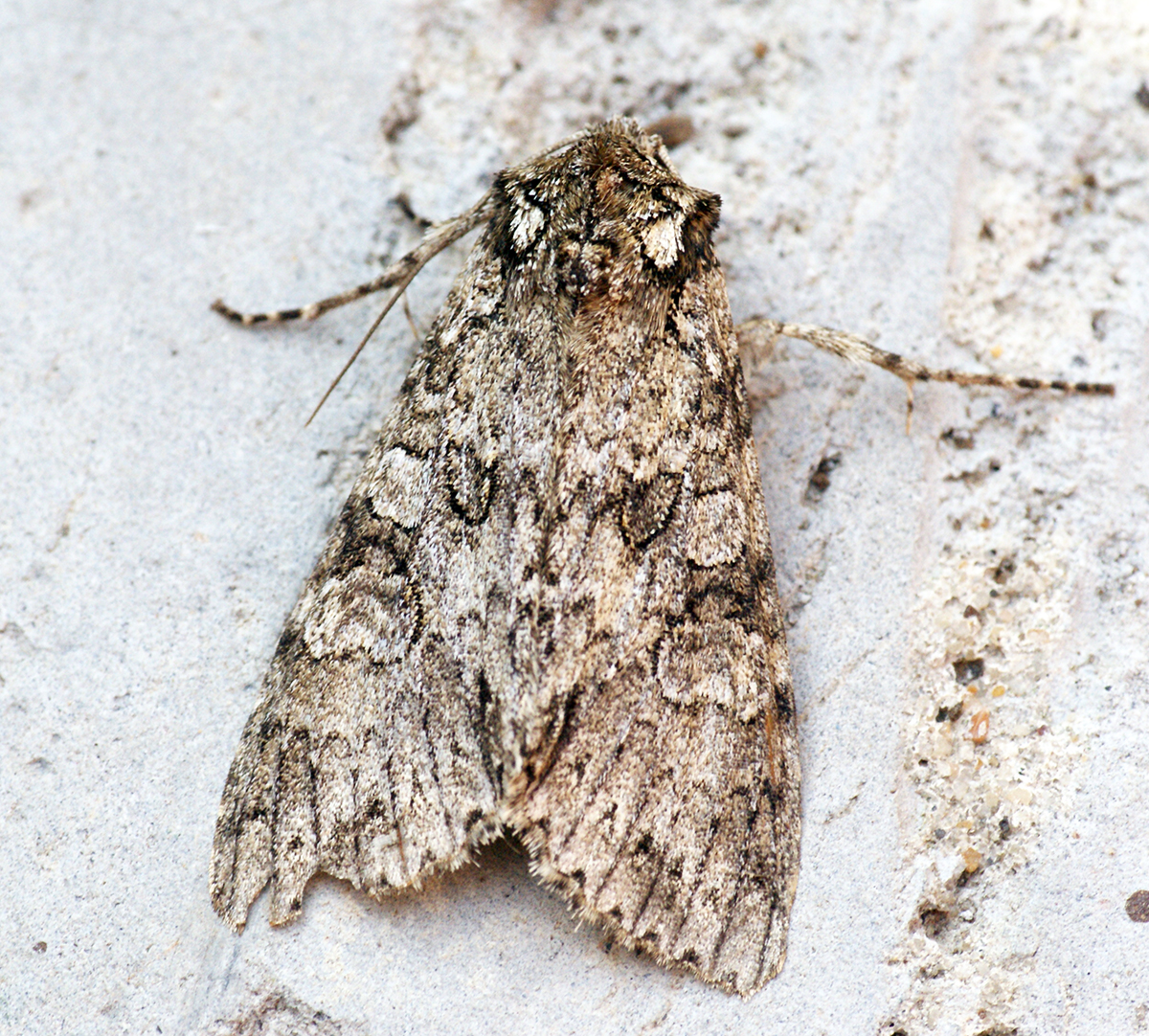
Dimlundfly, Polia nebulosa
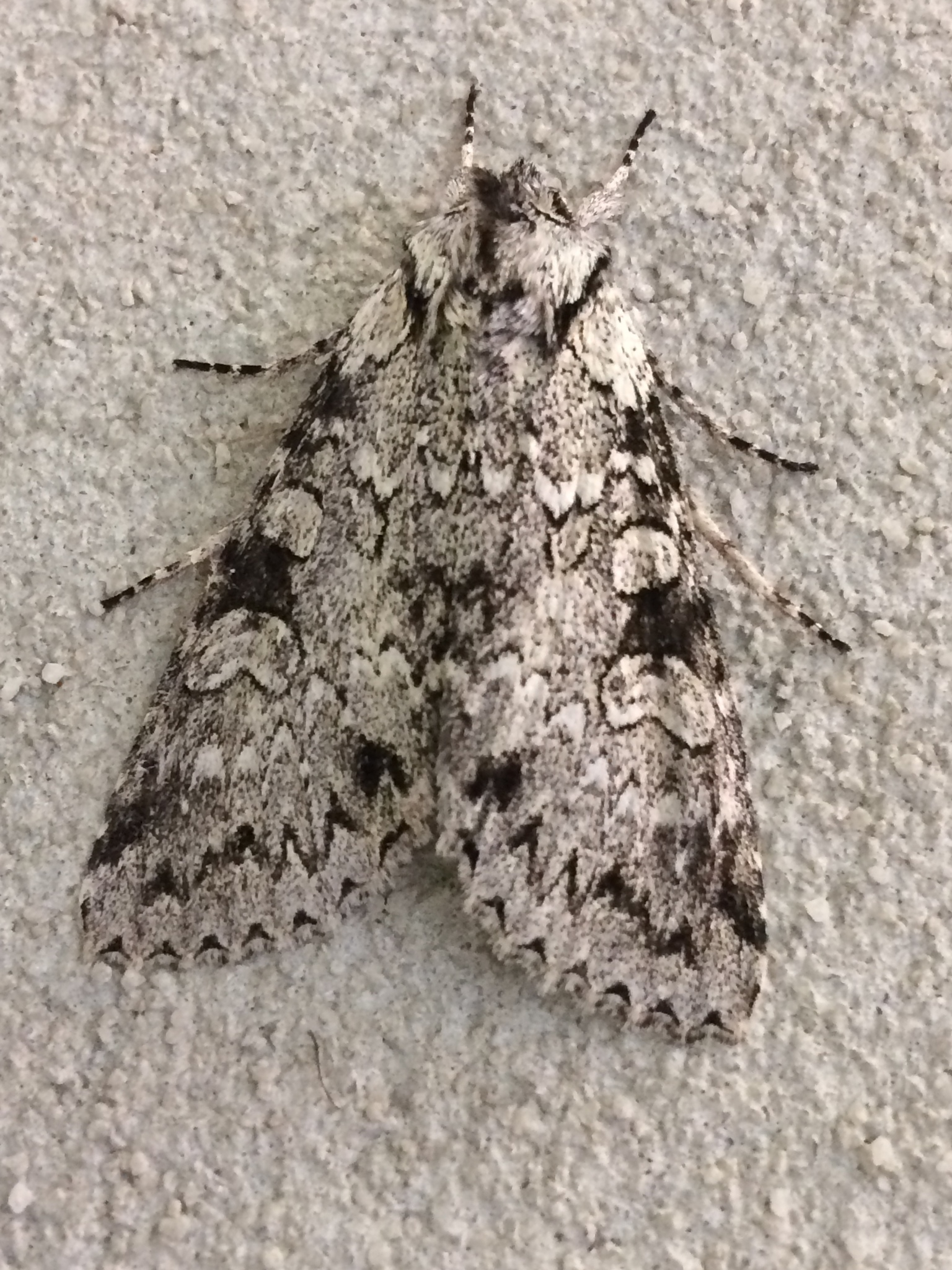
Polia nimbosa
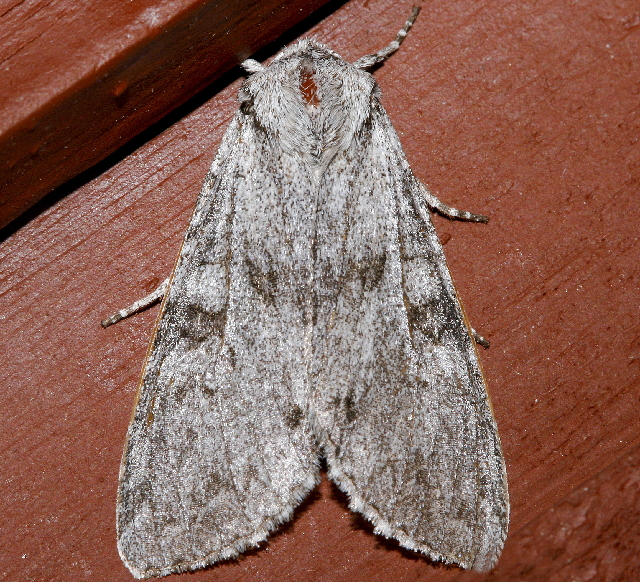
Polia piniae
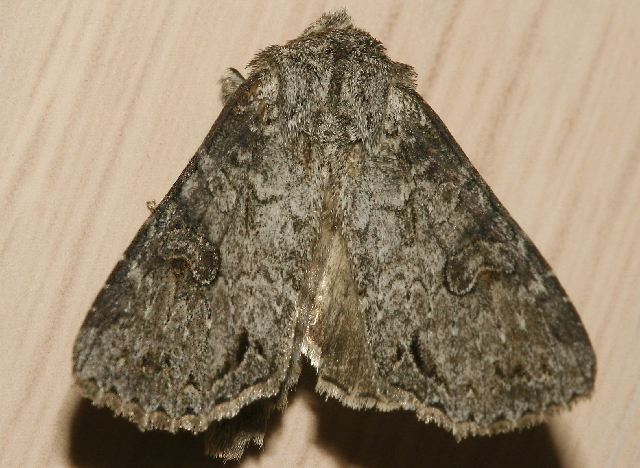
Polia purpurissata